# Bineta Diouf
Bineta Diouf, née le 13 novembre 1978 à Rufisque (Sénégal), est une joueuse franco-sénégalaise de basket-ball. Elle joue principalement au poste de ailière forte.

## Clubs
| Saisons    | Équipe                                                                                 | Pays   |  |
| Avant 2007 | Bineta Diouf est arrivée à Basket Landes en 2004 en provenance de Saint-Amand-les-Eaux |        |  |
| 2007-2012  | Basket Landes                                                                          | France |  |
| 2013-2015  | SAUMUR LOIRE BASKET 49                                                                 | France |  |

## Palmarès
- Championne d'Afrique en 2015 avec le Sénégal
- Championne d'Afrique en 2009 avec le Sénégal[1]
- Vice-championne d'Afrique en 2007 avec le Sénégal
- Médaille d'or aux Jeux africains de 2007 avec le Sénégal